# Pleuraphodius anceps
Pleuraphodius anceps är en skalbaggsart som beskrevs av Schmidt 1911. Pleuraphodius anceps ingår i släktet Pleuraphodius och familjen Aphodiidae. Inga underarter finns listade i Catalogue of Life.